# District historique de la Sixteenth Street
Le district historique de la Sixteenth Street – ou Sixteenth Street Historic District en anglais – est un district historique de Washington, la capitale des États-Unis. Inscrit au Registre national des lieux historiques depuis le 25 août 1978, il a été agrandi le 11 juillet 2007. Parmi les nombreuses propriétés contributrices, on compte par exemple le Capital Hilton, The St. Regis Washington, D.C. et la St. John's Episcopal Church.